# IPCEF1
IPCEF1 (англ. Interaction protein for cytohesin exchange factors 1) – білок, який кодується однойменним геном, розташованим у людей на 6-й хромосомі. Довжина поліпептидного ланцюга білка становить 437 амінокислот, а молекулярна маса — 48 993.
| 10         |  | 20         |  | 30         |  | 40         |  | 50         |
| ---------- |  | ---------- |  | ---------- |  | ---------- |  | ---------- |
| MTSYMAIDGS |  | ALVPLRQKPR |  | RKTQGFLTMS |  | RRRISCKDLG |  | HADCQGWLYK |
| KKEKGSFLSN |  | KWKKFWVILK |  | GSSLYWYSNQ |  | MAEKADGFVN |  | LPDFTVERAS |
| ECKKKHAFKI |  | SHPQIKTFYF |  | AAENVQEMNV |  | WLNKLGSAVI |  | HQESTTKDEE |
| CYSESEQEDP |  | EIAAETPPPP |  | HASQTQSLTA |  | QQASSSSPSL |  | SGTSYSFSSL |
| ENTVKTPSSF |  | PSSLSKERQS |  | LPDTVNSLSA |  | AEDEGQPITF |  | AVQVHSPVPS |
| EAGIHKALEN |  | SFVTSESGFL |  | NSLSSDDTSS |  | LSSNHDHLTV |  | PDKPAGSKIM |
| DKEETKVSED |  | DEMEKLYKSL |  | EQASLSPLGD |  | RRPSTKKELR |  | KSFVKRCKNP |
| SINEKLHKIR |  | TLNSTLKCKE |  | HDLAMINQLL |  | DDPKLTARKY |  | REWKVMNTLL |
| IQDIYQQQRA |  | SPAPDDTDDT |  | PQELKKSPSS |  | PSVENSI    |  |            |

A: Аланін

C: Цистеїн

D: Аспарагінова кислота

E: Глутамінова кислота

F: Фенілаланін

G: Гліцин

H: Гістидин

I: Ізолейцин

K: Лізин

L: Лейцин

M: Метіонін

N: Аспарагін

P: Пролін

Q: Глутамін

R: Аргінін

S: Серин

T: Треонін

V: Валін

W: Триптофан

Кодований геном білок за функцією належить до фосфопротеїнів. 
Задіяний у такому біологічному процесі, як альтернативний сплайсинг. 
Локалізований у клітинній мембрані, цитоплазмі, мембрані.